# Glyphothecium sciuroides
Glyphothecium sciuroides là một loài rêu trong họ Ptychomniaceae. Loài này được (Hook.) Hampe mô tả khoa học đầu tiên năm 1859.